# Anioły Śmierci
Anioły Śmierci (ang. Death's Angels) – powieść Williama Kinga z 2005 roku, pierwsza część trylogii Terrarchowie.
W świecie rządzonym przez Terrarchów, Rik zwany Mieszańcem uciekając przed przeszłością wciela się do taloreńskiej armii i trafia do oddziału furażerów. W trakcie jednej z misji furażerzy natrafiają spisek tajnego bractwa i pozostałości demonicznej rasy Uhltari, prowadzonej przez Boga Pająka Urana Uhltara oraz fanatycznych zwolenników proroka Zarahela. Bitwa, którą stoczą w podziemiach Achenaru z Uhltari w towarzystwie groźnej czarodziejki Terrarchów, pani Asea, zmieni losy wszystkich jej uczestników.